# Henry H. Slater
Henry Horrocks Slater (1851 - 26 de novembro de 1934) foi um clérigo e naturalista inglês que se dedicou ao estudo da ornitologia, entomologia e botânica.